# Buse Naz Çakıroğlu
Buse Naz Çakıroğlu (Trabzon, 26 de maio de 1996) é uma boxeadora turca, medalhista olímpica.

## Carreira
Formada em Educação Física pela Universidade Düzce, Çakıroğlu conquistou a medalha de prata nos Jogos Olímpicos de Verão de 2020 em Tóquio, após confronto na final contra a turca Busenaz Sürmeneli na categoria peso mosca.
Ela se tornou campeã europeia pela terceira vez ao derrotar a boxeadora russa Anastasiia Kool por 5 a 0 na final de 52 kg do Campeonato Europeu de Boxe Amador de 2024, realizado em Belgrado, Sérvia, e conquistando a medalha de ouro. Ela chegou à final ao derrotar sua rival espanhola Marta Lopez Del Abbol nas quartas de final e a atleta búlgara Venelina Poptoleva por 5 a 0 nas semifinais.